# Экхард (граф Шалона)
Экхард (Эккехард) (II) (фр. Ecchard, Ekkehard, ок. 810/815 — 8 апреля 877) — сеньор Перраси и Божи с 836, граф де Морвуа (840—859), Шалона с 863, Макона с 871, Отёна с 872, сын Хильдебранда III, графа Отёна, и Дунны.

## Биография
Экхард происходил из дома Нибелунгидов, боковой ветви Каролингов. Его отец, Хильдебранд III, владел какое-то время графством Отён в Бургундии. Родовые владения дома (сеньории Перраси и Божи) находились также в Бургундии.
В 836 году Экхард унаследовав семейное владение Перраси. В 840 году он получил также бургундское графство Морвуа. Однако в 858 году Экхард вместе с графом Труа Эдом I и архиепископом Санса Венилоном вступил в конфликт с королём Западно-Франкского королевства Карлом II Лысым из-за выборов епископа Лангра. В результате недовольные королём сеньоры восстали призвали на помощь короля Восточно-Франкского королевства Людовика Немецкого, брата Карла, который вторгся в Бургундию. Только в январе 859 года Карлу удалось изгнать брата и подавить восстание. Эврар и Эд в итоге лишились своих графств.
Однако в 863 году Эврар получил прощение и получил во владение графство Шалон. В 871 году Экхард получил ещё графство Макон и южную часть Отёнуа. Возможно именно в это время из Отёна были выделены Шароле и Брионне, после чего Шароле вошло в состав Шалонского графство. При этом большая часть Шароле уже была во владении Экхарда (сеньория Перраси, его родовое владение). В следующем году Экхард после смерти брата Бернара получил ещё и Отён, сосредоточив в своих руках большие владения.
Он умер в 877 году и был похоронен в монастыре Флери-сюр-Луара в Невере. Его владения унаследовал племянник (по второй жене) Бозон Вьеннский.

## Брак
1-я жена: Альбигунда; 2-я жена: с 863/869 Ришильда, вероятно дочь Ричарда II, графа Амьена. Неизвестно, были ли у него дети.